# Mount Baker (Tren Ligero de Seattle)
Mount Baker es una estación de la línea Central Link del Tren Ligero de Seattle. La estación es administrada por Sound Transit. La estación se encuentra localizada en 2415 South McClellan Street en Seattle, Washington. La estación de Mount Baker fue inaugurada el 18 de julio de 2009.

## Descripción
La estación Mount Baker cuenta con 2 plataformas laterales.

## Conexiones
La estación es abastecida por las siguientes conexiones: 
- King County Metro: 7, 7X, 8, 9X, 14, 48.